# Hans Erling Hækkerup
Hans Erling Hækkerup (* 25. Dezember 1907; † 30. Juli 1974) war ein dänischer sozialdemokratischer Politiker. Sein Bruder war Per Hækkerup.
Hans Hækkerup war von 1953 bis 1954 dänischer Justizminister im Kabinett von Hans Hedtoft, erneut 1955 bis 1960 im Kabinett von H. C. Hansen und 1960 bis 1962 im Kabinett von Viggo Kampmann sowie noch einmal 1962 bis 1964 im Kabinett von Jens Otto Krag. Schließlich war er Innenminister von 1964 bis 1968.